# Shūji Terayama
Terayama Shūji (寺山 修司, 1935-1983) va ser un escriptor i director de cinema i teatre d'avantguarda, considerat com un dels artistes més productius i provocatius de la història del Japó.
Va néixer el 10 de desembre de 1935, com a fill únic de Terayama Hachiro i Terayama Hatsu, a la ciutat de Hirosaki (Aomori). En 1945, el seu pare mor en plena guerra del Pacífic, i la seva mare decideix mudar-se a Kyūshū, per a treballar en una base militar estatunidenca, mentre ell es queda a viure amb els seus avis, a la ciutat de Misawa (també aaAomori). Durant aquest temps, Terayama va viure els bombardejos d'Aomori, que van matar a més de 30000 persones.
Va ingressar en l'institut de la prefectura d'Aomori en 1951, i en 1954 va ingressar en la prestigiosa Universitat de Waseda, on va començar a estudiar filologia i literatura japonesa. No obstant això, Terayama aviat va caure malalt i va deixar d'anar a la universitat, per la qual cosa va acabar educant-se treballant a diversos bars de Shinjuku. Aquest fet va marcar clarament la seva obra; en ella, ell solia defensar la idea que "s'aprenia més sobre la vida a través de la boxa i de les carreres de cavalls que assistint a classes magistrals, o estudiant durament". Aquesta forma de vida el va convertir en una de les figures més destacades del moviment "fugitiu", desenvolupat L Japó a la fi de la dècada de 1960. El títol d'un dels seus llibres més celebrats resumeix la filosofia del moviment: Tira els teus llibres, i surt al carrer!
En 1967 forma el Tenjo Sajiki, grup de teatre el nom del qual provenia de la traducció al japonès del títol de la pel·lícula de Marcel Carné Les Enfants du paradis (1945). El grup aviat es va orientar a l'art avantguardista de crítica social; alguna de les seves obres més conegudes d'aquest context, són Bluebeard, Yes i The crime of Fatso Oyama, entre d'altres. També van estar implicats en el grup l'artista Tadanori Yokoo, el qual va dissenyar molts dels cartells de les obres, el compositor de música experimental J.A. Seazer i el músic folk Mikami Kan.
Terayama era també un original i apassionat poeta, camp en el qual va començar a destacar quan tenia 18 anys i va guanyar el segon premi dels Tanka Studies Award. Es va dedicar amb igual entusiasme al cinema i va arribar a realitzar més de 20 pel·lícules en les quals s'aprecia encara més que en la resta de la seva obra el seu particular (i polèmic) punt de vista sobre la societat i els valors contemporanis i, sobretot, el seu afany per experimentar, tant en la tècnica com en el contingut de les seves obres.
Es va casar amb Kyoko Kujo, cofundadora del grup Tenjo Sajiki, però posteriorment es va divorciar; no obstant això, va continuar col·laborant amb ella fins a la seva mort per cirrosi, ocorreguda el 4 de maig de 1983.

## Obra
Curtmetratges
- Catology (1960)
- The Cage / Ori (1964)
- Emperor Tomato Ketchup / Tomato Kechappu Kotei (1971)
- The War of Jan-Ken Pon / Janken Seno (1971)
- Rolla (1974)
- Chofuku-ki (1974)
- Young Person's Guide to Cinema / Seishonen no Tame no Eiga Nyumon (1974)
- The Labyrinth Tale / Meikyu-tan (1975)
- Hoso-tan (1975)
- Der Prozess (1975)
- Les Chants de Maldoror / Marudororu no Uta (1977)
- The Eraser / Keshigomu (1977)
- Shadow Film - A Woman with Two Heads (1977)
- The Reading Machine / Shokenki (1977)
- An Attempt to Describe the Measure of A Man / Issunboshi o Kijutsusuru Kokormoi (1977)
- Labyrinth in the Field / Nito-onna - Kage no Eiga (1978)

Llargmetratges:
- Throw Away Your Books, Go Out into the Streets! / Sho o Suteyo, Machi e Deyo (1971)
- Death in the Country / Den'en ni Shisu (aka: "Pastoral Hide and Seek")(1974)
- Boxer / Bokusa (1977)
- Fruits of Passion / Shanhai Ijin Shokan (1981)
- Grass Labyrinth / Kusa-meikyu (1983)
- Farewell Ark / Saraba hakobune (1984)

## Premis
Va guanyar el premi al millor director al XVIII Festival Internacional de Cinema Fantàstic de Sitges de 1985 per Saraba hakobune.